# Telavi
Telavi (em georgiano: თელავი [tʰɛlɑvi]) é a principal cidade e centro administrativo da província oriental de Caquécia, na Geórgia. Sua população é de cerca de 19.629 habitantes (no ano de 2014). A cidade está localizada no sopé da Cordilheira Tsiv-Gombori.

## Cidades-Irmãs
Telavi possui o status de cidade-irmã ou cidade amiga com as demais localidades:
- Biberach an der Riß, Alemanha (1987)
- Sztum, Polónia (2006)
- Shaki, Azerbaijão (2006)
- Kherson, Ucrânia
- Zielona Góra, Polónia (2010)
- Anykščiai, Lituânia (2010)
- Hlybokaye, Bielorrússia (2012)
- Rzeszów, Polónia (2013)
- Talsi, Letónia (2015)
- Dunaburgo, Letónia (2016)
- Laoag, Filipinas (2016)
- Viljandi, Estónia (2016)
- Kėdainiai, Lituânia (2018)
- Bešeňová, Eslováquia (2018)
- Kletsk, Bielorrússia (2018)
- Balta, Ucrânia (2018)